# Al-Hawa
Al-Hawa (arab. الهوى) – wieś w Syrii, w muhafazie muhafazie Aleppo. W 2004 roku liczyła 743 mieszkańców.